# Fantasía (película)
Fantasía (título original: Fantasia) es una película de antología musical animada estadounidense de 1940 producida y estrenada por Walt Disney Animation Studios, con la dirección de la historia de Joe Grant y Dick Huemer y la supervisión de producción de Walt Disney y Ben Sharpsteen. Es el tercer largometraje animado de Disney y consta de ocho segmentos animados con piezas de música clásica dirigidas por Leopold Stokowski, siete de los cuales son interpretados por la Orquesta de Filadelfia. El crítico musical y compositor Deems Taylor actúa como maestro de ceremonias quien presenta cada segmento en acción en vivo.
Disney se decidió por el concepto de la cinta en 1938 cuando el trabajo estaba a punto de finalizar El aprendiz de brujo, originalmente una elaborada caricatura de Silly Symphonies diseñada como un papel de regreso para Mickey Mouse, cuya popularidad había disminuido. Como los costos de producción superaron lo que podía ganar el cortometraje, decidió incluirlo en un largometraje de múltiples segmentos ambientado en piezas clásicas con Stokowski y Taylor como colaboradores. La banda sonora se grabó usando múltiples canales de audio y se reprodujo con Fantasound, un sistema de sonido pionero desarrollado por Disney y RCA que lo convirtió en el primer filme comercial que se muestra en estéreo y precursora del sonido envolvente.
Fantasía se estrenó por primera vez como un roadshow teatral que se llevó a cabo en trece ciudades de los Estados Unidos, entre 1940 y 1941; la primera comenzó en el Broadway Theatre de la ciudad de Nueva York el 13 de noviembre de 1940. Si bien fue aclamada por la crítica, no logró obtener ganancias debido a que la Segunda Guerra Mundial cortó la distribución al mercado europeo, los altos costos de producción y los gastos de construcción de equipos Fantasound y alquiler de teatros para las presentaciones itinerantes. Desde 1942, ha sido reeditada varias veces por RKO Radio Pictures y Buena Vista Distribution con su metraje y audio originales eliminados, modificados o restaurados en cada versión. Cuando se ajusta a la inflación, es la cinta número veintitrés con mayor recaudación de todos los tiempos en los Estados Unidos.
La franquicia de Fantasía ha crecido para incluir videojuegos, atracciones de Disneyland y una serie de conciertos en vivo. Una secuela titulada, Fantasía 2000, coproducida por el sobrino de Walt, Roy E. Disney se estrenó en 1999. Ha ganado reputación a lo largo de los años y ahora es ampliamente aclamada como una de las mejores películas animadas de todos los tiempos, además de ser considerada como uno de los mayores exponentes de la era dorada de la animación estadounidense. En 1998, el American Film Institute la clasificó como la 58.ª mejor película estadounidense en sus 100 años... 100 películas y la quinta mejor animada en su lista de las 10 mejores. En 1990, fue seleccionada para su conservación en el Registro Nacional de Cine de los Estados Unidos por la Biblioteca del Congreso por ser «cultural, histórica o estéticamente significativa».

## Argumento
Fantasía comienza con escenas de acción en vivo de los miembros de una orquesta que se reúnen contra un fondo azul y afinan sus instrumentos en la mitad de la luz y de la sombra. El maestro de ceremonias Deems Taylor entra al escenario (también en media luz, media sombra) y presenta el programa que contiene los siguientes segmentos:
- Tocata y fuga en re menor de Johann Sebastian Bach. Las tomas de acción en vivo de la orquesta iluminadas en azul y dorado, respaldadas por sombras superpuestas, se desvanecen en patrones abstractos. Las líneas animadas, las formas y las formaciones de nubes reflejan el sonido y los ritmos de la música.[7]
- El cascanueces de Piotr Ilich Chaikovski. Las selecciones de la suite de ballet de 1892 subrayan escenas que representan el cambio de las estaciones del verano al otoño y al invierno. Se presenta una variedad de bailes con hadas, peces, flores, hongos y hojas, que incluyen «Danza del Hada de Azúcar», «Danza China», «Danza Árabe», «Danza Rusa», «Danza de las Flautas» y «Vals de las Flores».[8]
- El aprendiz de brujo de Paul Dukas. Basado en el poema homónimo de Goethe de 1797. Mickey Mouse, el joven aprendiz del hechicero Yen Sid, intenta algunos de los trucos de magia de su maestro pero no sabe cómo controlarlos.[9]
- La consagración de la primavera de Ígor Stravinski. Se representa una historia visual de los comienzos de la Tierra en secciones seleccionadas de la partitura de ballet. La secuencia avanza desde la formación del planeta hasta los primeros seres vivos, seguido del reinado y extinción de los dinosaurios.[10]
- Intermedio/Conoce la banda sonora: Los músicos de la orquesta parten y se revela la tarjeta de presentación de la película. Después del intermedio hay una breve jam session de música jazz dirigida por un clarinetista mientras regresan los miembros de la orquesta. Luego se muestra una demostración estilizada con humor de cómo se reproduce el sonido en el filme. Un «personaje» animado de la pista de sonido, inicialmente una línea blanca recta, cambia a diferentes formas y colores según los sonidos que se reproducen.[11]
- Sinfonía Pastoral de Ludwig van Beethoven. Un mundo mítico grecorromano de coloridos centauros y «centauretas», cupidos, faunos y otras figuras de la mitología clásica se retrata con dicha música. Una reunión para un festival en honor a Bacchus, el dios del vino, es interrumpida por Zeus, quien crea una tormenta y ordena a Vulcano que forje rayos para que los arroje a los asistentes.[12]
- La danza de las horas de Amilcare Ponchielli. Un ballet cómico en cuatro secciones: Madame Upanova y sus avestruces (Mañana); Hyacinth Hippo y sus sirvientes (Mediodía); Elephanchine y su compañía de elefantes que hacen burbujas (Tarde); y Ben Ali Gator y su tropa de aligátores (Noche). El final encuentra a todos los personajes bailando juntos hasta que su palacio se derrumba.[13]
- Una noche en el Monte Pelado de Modest Músorgski y Ave Maria de Franz Schubert. A medianoche, el demonio Chernabog se despierta y convoca a los espíritus malignos y las almas inquietas de sus tumbas a Bald Mountain. Estos bailan y vuelan por el aire hasta que el sonido de una campana del Ángelus los hace retroceder cuando la noche se convierte en amanecer. Se escucha un coro cantando Ave María mientras se representa a una fila de monjes con túnicas caminando con antorchas encendidas a través de un bosque y hacia las ruinas de una catedral.[14]

## Doblaje
| Personaje                             | Actor de voz original (1940) | Actor de doblaje                   | Actor de doblaje                            | Actor de doblaje                             | Actor de doblaje                    | Actor de doblaje                     |
| Personaje                             | Actor de voz original (1940) | Doblaje original al español (1940) | Primer redoblaje para Hispanoamérica (1977) | Segundo redoblaje para Hispanoamérica (2010) | Primer redoblaje para España (1977) | Segundo redoblaje para España (2011) |
| ------------------------------------- | ---------------------------- | ---------------------------------- | ------------------------------------------- | -------------------------------------------- | ----------------------------------- | ------------------------------------ |
| Deems Taylor / Presentador / Narrador | Deems Taylor                 | Fernando Marcos                    | Alberto Pedret                              | Francisco Colmenero                          | José Guardiola                      | Luis Mas                             |
| Mickey Mouse                          | Walt Disney                  | N/A                                | N/A                                         | Arturo Mercado Jr.                           | N/A                                 | José Padilla                         |
| Leopold Stokowski                     | Leopold Stokowski            | N/A                                | N/A                                         | Alejandro Villeli                            | N/A                                 | Fernando Hernández                   |

## Producción

### Desarrollo

#### El aprendiz de brujo

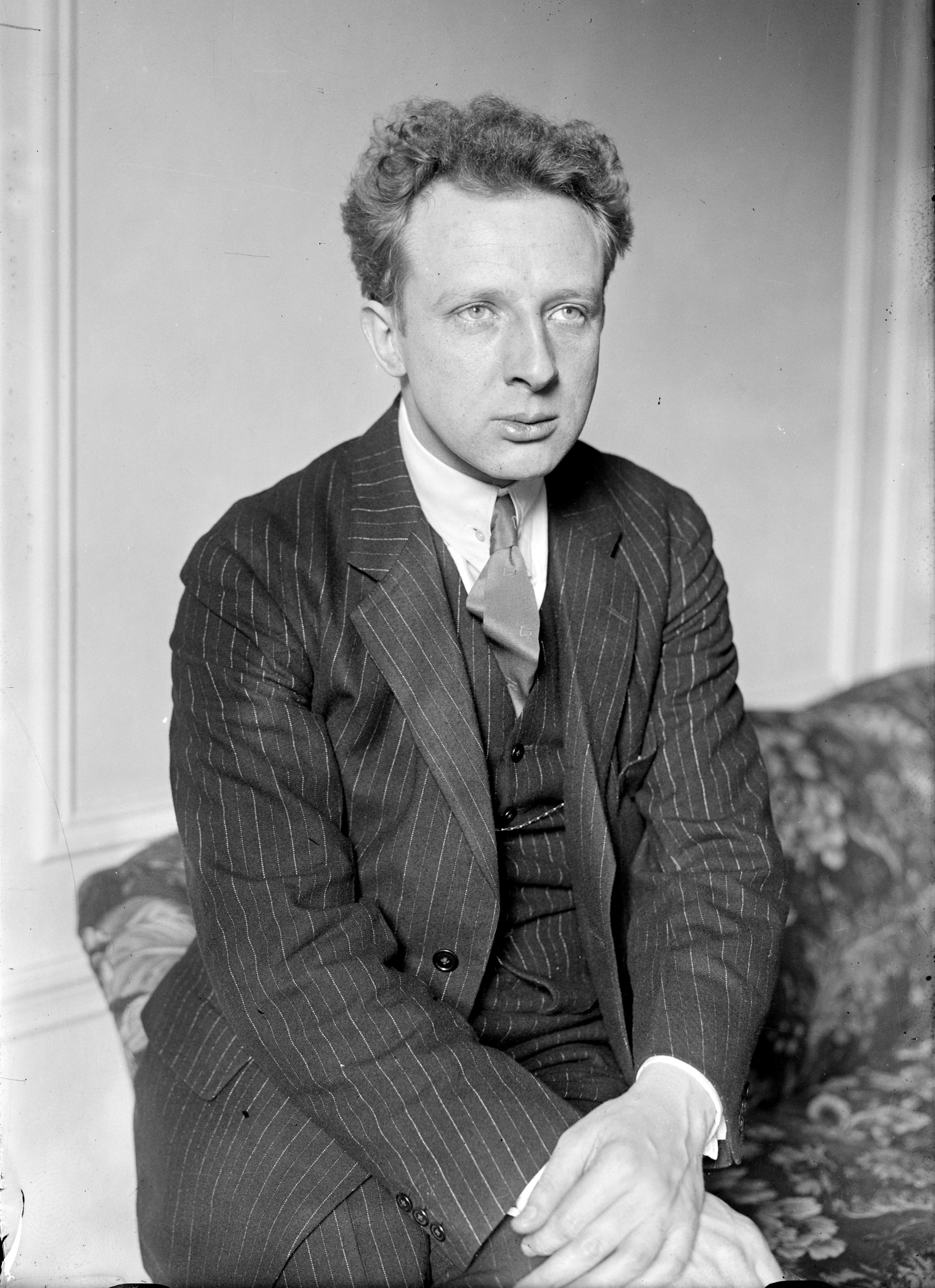
Leopold Stokowski dirigió la banda sonora de la película.

En 1936, Walt Disney sintió que el personaje estrella del estudio, Mickey Mouse, necesitaba aumentar su popularidad. Decidió presentar al ratón en El aprendiz de brujo, un cortometraje de dibujos animados de lujo basado en el poema de 1797 escrito por Johann Wolfgang von Goethe y ambientado en la pieza orquestal de 1897 de Paul Dukas inspirada en el cuento original. El concepto de hacer coincidir la animación con la música clásica se utilizó ya en 1928 en la serie de dibujos animados de Disney, Silly Symphonies, pero quería ir más allá de las bufonadas habituales y producir cortos donde «se desarrolla pura fantasía... la acción controlada por un patrón musical tiene un gran encanto en el reino de la irrealidad». Al recibir los derechos para usar la música a fines de julio de 1937, consideró usar un director conocido para grabar la música para mayor prestigio. Se encontró casualmente con Leopold Stokowski, director de la orquesta de Filadelfia desde 1912, en el restaurante Chasen's en Hollywood, y habló sobre sus planes para el cortometraje. Stokowski recordó que «le gustaba la melodía»; estaba feliz de colaborar en el proyecto y se ofreció a realizar la pieza sin costo alguno.
Después de su reunión, el representante de Disney en Nueva York se encontró con Stokowski en un tren que se dirigía a la costa este. Al escribir, informó que él era «realmente serio en su oferta de hacer la música gratis. Tenía algunas ideas muy interesantes sobre la coloración instrumental, que serían perfectas para un medio de animación». En su emocionada respuesta fechada el 26 de octubre de 1937, Disney escribió que se sentía «entusiasmado con la idea de que Stokowski trabajara con nosotros... Su unión y su canción, junto con lo mejor de nuestro medio, ser el medio para el éxito y debería conducir a un nuevo estilo de presentación de películas». Ya había comenzado a trabajar en el esquema de una historia y deseaba utilizar «los mejores hombres... desde el color... hasta los animadores». El aprendiz de brujo se promocionaría como un «especial» y se alquilaría en los cines como una película única, fuera de la serie de dibujos animados de Mickey Mouse.
Un acuerdo firmado por Disney y Stokowski el 16 de diciembre de 1937 permitió al director «seleccionar y emplear una orquesta sinfónica completa» para la grabación. Se le pagó 5 000 dólares por su trabajo. Disney alquiló un escenario en Culver Studios en California para la sesión. Comenzó a la medianoche del 9 de enero de 1938 y duró tres horas con ochenta y cinco músicos de Hollywood.

#### Expansión a largometraje
A medida que los costos de producción de El aprendiz de brujo subieron a 125 000 dólares, se hizo más claro para Disney y su hermano Roy, quien administraba las finanzas del estudio, que el corto nunca podría recuperar esa suma por sí solo. Roy quería que su hermano mantuviera al mínimo los costos adicionales de la película. Dijo, «debido a su naturaleza muy experimental y sin precedentes... no tenemos idea de lo que se puede esperar de tal producción». Ben Sharpsteen, supervisor de producción en Fantasía, señaló que su presupuesto era de tres a cuatro veces mayor que el habitual Silly Symphony, pero Disney «vio este problema como una oportunidad. Este ha sido el nacimiento de un nuevo concepto, un grupo de números separados, independientemente de su tiempo de ejecución, reunidos en una sola presentación. Resultó ser un concierto. algo novedoso y de alta calidad».
Las ideas para producir un largometraje completo se persiguieron en febrero de 1938, cuando se hicieron consultas para extender el contrato de Stokowski. En agosto, le pidió al representante de Stokowski que regresara a los estudios para seleccionar material para la nueva cinta, que inicialmente se tituló The Concert Feature. Disney le acordó pagarle 80.000 dólares más regalías por sus servicios. La pareja pensó además en presentar la película con un presentador en pantalla para presentar cada número en el programa. Ambos habían escuchado al compositor y crítico musical Deems Taylor proporcionar comentarios intermedios durante las transmisiones de radio de la Filarmónica de Nueva York y acordaron que él sería el más adecuado para el papel. Se puso en contacto con Taylor sobre el proyecto, pero para entonces el trabajo en Pinocho, Bambi y el desarrollo de su nuevo estudio en Burbank lo mantuvieron demasiado ocupado para trabajar en la nueva función. En un cambio de planes, a Taylor se le pidió durante una llamada el 3 de septiembre de 1938, permiso para ir a los estudios lo antes posible. Salió de la ciudad de Nueva York hacia Los Ángeles en tren dos días después para una visita de un mes.

#### Reuniones de historias y selección de programas

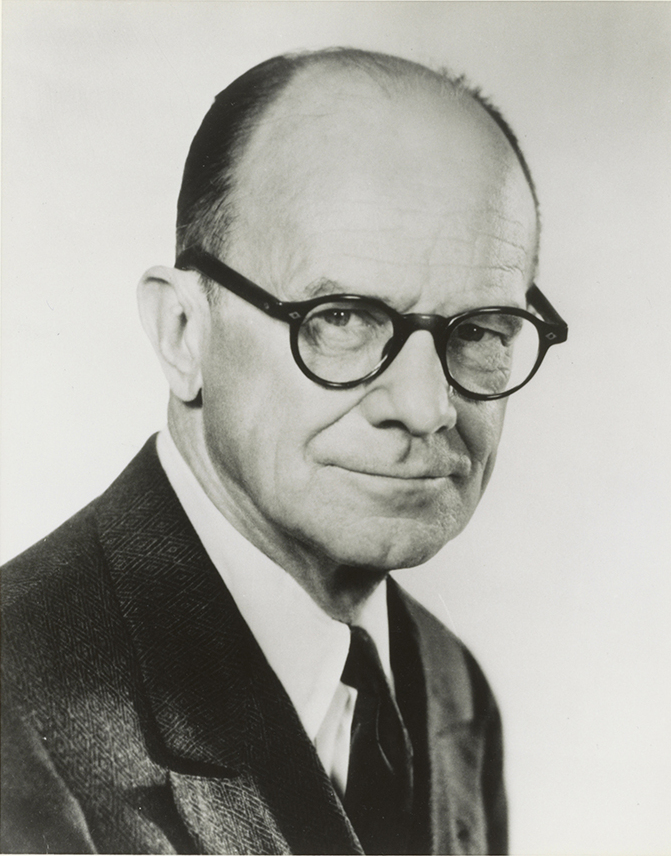
Deems Taylor es el maestro de ceremonias, quien presentó cada segmento en escenas intersticiales de acción en vivo.

Taylor llegó al estudio un día después de que comenzara una serie de reuniones para seleccionar las piezas musicales de The Concert Feature. Disney hizo que los escritores de historias Joe Grant y Dick Huemer reunieran una selección preliminar de música y, junto con Stokowski, Taylor y los jefes de varios departamentos, discutieron sus ideas. Cada reunión ha sido grabada palabra por palabra por taquígrafos y los participantes recibieron una copia de la conversación completa para su revisión. Mientras se consideraban las selecciones, se localizó una grabación de la pieza y se reprodujo en la próxima reunión. Disney no contribuyó mucho a las primeras discusiones; admitió que su conocimiento de las melodías era instintivo y no entrenado. En una reunión, preguntó sobre una pieza «sobre la que podríamos construir algo de un tema prehistórico... con animales». El grupo estaba considerando El pájaro de fuego de Igor Stravinsky, pero Taylor notó que su «Le Sacre du printemps sería algo así», a lo que respondió al escuchar una grabación: «¡Esto es maravilloso! Sería perfecto para animales prehistóricos. Habría algo fantástico en los dinosaurios, los lagartos voladores y los monstruos prehistóricos. Podría haber belleza en los escenarios».
Se descartaron numerosas opciones a medida que continuaban las conversaciones, incluido Moto Perpetuo de Niccolò Paganini con «disparos de dínamos, engranajes, pistones» y «ruedas giratorias» para mostrar la producción de un botón de cuello. Otro material eliminado incluyó el Preludio en sol menor de Serguéi Rajmáninov, y una interpretación de «La canción de la pulga» de Músorgski, que iba a ser cantada por Lawrence Tibbett. El 29 de septiembre de 1938, alrededor de sesenta de los artistas se reunieron para un concierto de piano de dos horas y media mientras él comentaba sobre la nueva función musical. Una versión aproximada de El aprendiz de brujo también se mostró que, según un asistente, hizo que la multitud aplaudiera y vitoreara «hasta que sus manos se pusieron rojas». A la mañana siguiente se eligieron las piezas finales, que incluían Toccata y fuga en re menor, Cydalise et le Chèvre-pied de Gabriel Pierné, El cascanueces, Una noche en el Monte Pelado, Ave Maria, Danza de las Horas, Suite bergamasque de Claude Debussy, La consagración de la primavera y El aprendiz de brujo. Disney ya había comenzado a trabajar en los detalles de los segmentos y mostró un mayor entusiasmo en comparación con su ansiedad al comenzar con Pinocho.
Clair de Lune pronto se eliminó del programa, pero Disney y sus escritores encontraron problemas para establecer una historia concreta para Cydalise. Su marcha de apertura, «La entrada de los pequeños faunos», lo atrajo a la pieza que al principio proporcionó representaciones adecuadas de los faunos que quería. El 5 de enero de 1939, tras la búsqueda de una más fuerte que encajara con el tema mitológico, la misma es reemplazada por secciones de la sexta sinfonía de Beethoven. Stokowski no estuvo de acuerdo con el cambio, creyendo que la «idea de la mitología de Disney... no es exactamente de lo que trata esta sinfonía». También le preocupaba la recepción de los entusiastas de la música clásica que lo criticarían por aventurarse demasiado lejos de la intención del compositor Taylor, por otro lado, dio la bienvenida al cambio, describiéndolo como «impresionante», y no vio «ninguna objeción posible».
La nueva función continuó siendo conocida como The Concert Feature o Musical Feature hasta noviembre de 1938. Hal Horne, un publicista de la distribuidora sus filmes, RKO Radio Pictures, deseaba un título diferente y sugirió Filmharmonic Concert. Stuart Buchanan luego realizó un concurso en el estudio por un título que produjo casi 1 800 sugerencias, incluidas Bach para Stravinsky y Bach y Highbrowski de Stokowski. Aun así, el favorito entre los supervisores de la película fue Fantasía, un título preliminar que incluso creció en Horne: «No es solo la palabra, sino el significado que leemos». Desde el comienzo de su desarrollo, Disney expresó la mayor importancia de la música en comparación con su trabajo anterior: «En nuestras cosas ordinarias, nuestra melodía siempre está en acción, pero en esto... se supone que debemos imaginar esta música — no la música que encaja con nuestra historia». Esperaba que llevara la música clásica a personas que, como él, habían «abandonado este tipo de cosas» previamente.

### Segmentos
Se utilizaron más de 1,000 artistas y técnicos en la realización de Fantasía, que cuenta con más de 500 personajes animados. Los segmentos se combinaron con colores escena por escena para que las coloraciónes en una sola toma armonizaran entre los anteriores y los siguientes. Antes de que se completara el patrón narrativo de un segmento, se diseñó un esquema de color general según el estado de ánimo general de la música, y se modeló para que se correspondiera con el desarrollo del tema. El departamento de modelos de personajes del estudio también esculpiría figuras tridimensionales de modelos de arcilla para que los animadores pudieran ver su tema desde todos los ángulos. Las escenas de acción en vivo fueron filmadas usando el proceso Technicolor de tres tiras. Luego, las diferentes piezas se unieron para formar una impresión completa. Se construyó una cámara multiplano que podía manejar siete niveles, tres más que la antigua cámara multiplano.

#### Tocata y fuga en re menor
Disney se había interesado en producir animación abstracta desde que vio A Colour Box de Len Lye en 1935. Explicó que el trabajo realizado en Tocata y fuga «no era una idea repentina... fue algo que habíamos cuidado durante varios años pero nunca tuve la oportunidad de probar». Los diseños preliminares incluyeron los del animador de efectos Cy Young, quien produjo dibujos influenciados por los patrones en el borde de una pieza de película sonora. A finales de 1938, Disney contrató a Oskar Fischinger, un artista alemán que había producido numerosas cintas animadas abstractas, incluidas algunas con música clásica, para trabajar con Young. Tras la revisión de tres carretes leica producido por los dos, rechazó los tres. Según Huemer, todo lo que hizo Fishinger «fueron pequeños triángulos y diseños... no salió en absoluto. Demasiado tonto, dijo Walt». Como estaba acostumbrado a tener un control total sobre su trabajo y no estaba acostumbrado a trabajar en grupo. Sintiendo que sus diseños eran demasiado abstractos para una audiencia masiva, abandonó el estudio aparentemente desesperado, antes de que se completara el segmento, en octubre de 1939. Disney tenía planes para hacer de Tocata y fuga una cinta tridimensional experimental, y al público se le dieron marcos estereoscópicos de cartón con sus programas de recuerdo, pero esta idea ha sido abandonada.

#### La suite del cascanueces
En La suite del cascanueces, se dice que el animador Art Babbitt acreditó a Los Tres Chiflados como guía para animar los hongos bailarines en la rutina de la danza china. Dibujó con una partitura musical clavada en su escritorio para elaborar la coreografía y poder relacionar la acción con la melodía y el contrapunto, «esas pequeñas notas desagradables debajo... así que algo tiene que estar relacionado con eso». El estudio filmó a las bailarinas profesionales Joyce Coles y Marjorie Belcher vistiendo faldas de ballet que se asemejaban a las formas de las flores que iban a sentarse sobre el agua para la Danza de las flautas. También se contrató a una árabe para que estudiara los movimientos de los peces dorados en la danza árabe. Jules Engel también trabajó en la coreografía y la combinación de colores para esta secuencia. Para evitar contornos de tinta dura, se utilizaron nuevas técnicas como pintura transparente en las celdas. Los copos de nieve utilizados en la secuencia de las hadas de los grumos de nieve eran difíciles de dibujar a mano, por lo que a un hombre llamado Leonard Pickley, del Departamento de Efectos Especiales, se le ocurrió la idea de utilizar animación stop-motion. Los diagramas reales fueron trazados por el Departamento de Tinta y Pintura, que utilizó un material un poco más pesado que las celdas regulares y los pintó en blanco translúcido. Luego se cortaron y se colocaron en carretes giratorios unidos a pequeños rieles de acero. La mecánica estaba oculta bajo terciopelo negro mientras los copos de nieve se movían cuadro por cuadro. La animación dibujada a mano se agregó más tarde.

#### El aprendiz de brujo
La animación de El aprendiz de brujo comenzó el 21 de enero de 1938, cuando James Algar, el director del segmento, asignó al animador Preston Blair para trabajar en la escena cuando Mickey Mouse despierta de su sueño. Cada uno de los setecientos miembros del personal en ese momento recibió una sinopsis del poema Der Zauberlehrling de Goethe de 1797, y se les animó a completar un formulario de veinte preguntas que solicitaba sus ideas sobre qué acción podría llevarse a cabo. El artista de diseño Tom Codrick creó lo que Dick Huemer describió como «miniaturas de colores brillantes» a partir de bocetos preliminares del guion gráfico usando pinturas gouache, que contó con un uso más audaz del color y la iluminación que cualquier cortometraje anterior. El personaje se rediseño por el animador Fred Moore, quien agregó pupilas a sus ojos por primera vez para lograr mayores rangos de expresión. La mayor parte del segmento se filmó en vivo, incluida una escena en la que se le pidió a un atleta de la UCLA que corriera y saltara uno de los escenarios de sonido del estudio con barriles en el camino, que se usó como referencia cuando Mickey atraviesa a través del agua.

#### La consagración de la primavera
Un concepto temprano para La consagración de la primavera era extender la historia a la era de los mamíferos y los primeros humanos y el descubrimiento del fuego y el triunfo del hombre. John Hubley, el director de arte del segmento, explicó que luego Disney lo redujo para evitar la controversia de los Creacionista, quienes prometieron crear problemas si conectaba la evolución con los hombres. Para obtener una mejor comprensión de la historia del planeta, el estudio recibió la orientación de Roy Chapman Andrews, el director del Museo Americano de Historia Natural; el biólogo inglés Julian Huxley; el paleontólogo Barnum Brown; y el astrónomo Edwin Hubble. Los animadores estudiaron cometas y nebulosa en el Observatorio del Monte Wilson y contemplaron una manada de iguanas y un caimán bebé que fueron llevados al estudio. El punto de vista se mantuvo bajo durante todo el segmento para realzar la inmensidad de los dinosaurios.

#### Sinfonía Pastoral
Según Ward Kimball, los animadores fueron «extremadamente específicos en temas delicados». En la realización del fragmento mitológico griego Sinfonía Pastoral, las centauros femeninas se dibujaron originalmente con los senos desnudos, pero la oficina de Hays que hizo cumplir el código de producción cinematográfica insistió en que discretamente colgaran guirnaldas alrededor del cuello. Los centauros machos también fueron atenuados para parecer menos intimidantes para la audiencia. Originalmente, incluía un par de centauros negros que atendían a los demás, pero estos fueron eliminados del filme en lanzamientos posteriores por razones de sensibilidad.

#### Danza de las Horas
Danza de las Horas fue dirigida por Norman Ferguson y Thornton Hee y se completo por once animadores. La mayor parte de la historia se esbozó en una reunión en octubre de 1938, incluida la creación del personaje principal del caimán, Ben Ali Gator. Su trama, dirección, diseño y animación se sometieron a varias reescrituras, pero Disney quería presentar animales realizando una secuencia de ballet de caricatura legítima con «deslices» cómicos. El diseño de los elefantes y caimanes se basó en los del ilustrador alemán Heinrich Kley, mientras que los hipopótamos y avestruces se basaron en los del dibujante T. S. Sullivant. Para tener una mejor idea de los movimientos de los animales, la tripulación visitó Griffith Park Zoo en Los Ángeles. El animador John Hench ha sido asignado para trabajar en el segmento, pero se resistió porque sabía poco sobre ballet. Luego, le dio a Hench boletos de temporada para el Ballets Russes de Monte-Carlo con acceso al backstage para que pudiera aprender más al respecto.
El estudio filmó a varias personas en acción real para ayudar con la animación de los sujetos. El avestruz principal, Madmoiselle Upanova, se basa en Irina Barónova. Hyacinth Hippo, la primera bailarina, se inspiró en las bailarinas Marge Champion y Tatiana Riabouchinska y en la actriz Hattie Noel, que pesaba más de 200 libras —91 kg—, y los animadores estudiaron el «menor temblor de su carne, notando aquellas partes de su anatomía que estaban sujetas a la mayor tensión y tensión». El esposo de Riabouchinska, David Lichine, se utilizó para los movimientos de Ben Ali Gator.

#### Noche en el Monte PeladoyAve Maria

Bill Tytla frente a la maqueta del demonio Chernabog.

Noche en el Monte Pelado estuvo dirigida por Wilfred Jackson. Su historia sigue de cerca las descripciones que Músorgski había escrito en su partitura original del poema sinfónico. Chernabog se animó por Bill Tytla, su diseño se inspiró en un boceto a lápiz del artista suizo Albert Hurter de un demonio sentado en la cima de una montaña desplegando sus alas. A pesar de que Hurter nunca produjo animación, el estudio lo contrató temporalmente para producir bocetos a lápiz para que los animadores se inspiraran. Chernabog y partes del segmento fueron desarrollados aún más por el ilustrador nacido en Dinamarca Kay Nielsen. Tytla realizó una investigación sobre todos los personajes que había animado y, al ser ucraniano, estaba familiarizado con el folclore que detallaba la historia. El actor Béla Lugosi, conocido por su papel en Drácula (1931), ha sido contratado para proporcionar poses de referencia para el personaje, pero a Tytla no le gustaron los resultados. Luego hizo que Jackson posara sin camisa, lo que le dio las imágenes que necesitaba. En un momento de su desarrollo, se consideró la idea de usar un gato negro para representar el mal, pero Disney la rechazó porque pensó que siempre se había usado a este animal para aquello.
El programa de la cinta dice que Ave María proporciona «un alivio emocional al público tenso por la conmoción» de Noche en el Monte Pelado. Disney no quería mucho movimiento animado, pero quería que el fragmento trajera la obra de arte de fondo al frente. Un esquema inicial de la trama tenía el final con una Madonna presentada en la pantalla con las nubes, pero decidió no hacerlo porque no quería sugerir imágenes demasiado religiosas. Hubo ideas de liberar aromas en todo el teatro durante Fantasía, incluido el olor a incienso durante Ave María. La toma final, que comenzó con un primer plano negro y una luz blanca brillante en el fondo, midió 217 pies del filme que, según el historiador John Culhane, era probablemente, en el momento de la producción, la escena continua más larga en la historia de la animación.
Ed Gershman, que trabajó en la sección, describió cómo la animación de las figuras de la procesión estaba tan dibujada que «una diferencia en el ancho de una línea de lápiz era más que suficiente para causar nerviosismo, no sólo en la animación, sino en todos los relacionados con la secuencia». El nerviosismo creado en el primer rodaje llevó a Disney a ordenar un rehacer costoso y que requería mucho tiempo. El estudio no tenía una cámara que se moviera lo suficientemente lenta y continuamente para filmar el segmento como quería, por lo que se construyó una grúa de cámara horizontal personalizada que acomodaba paneles de vidrio de cuatro pies de ancho, con la obra de arte pintada en ellos, para poder moverlos fuera del camino mientras la cámara lo seguía. Los trabajadores filmaron continuamente durante seis días y noches, pero después del procesamiento descubrieron que la cámara tenía el tipo de lente incorrecto y habían fotografiado la pista, las gradas y a ellos mismos. Tres días después del tercer rodaje, un pequeño terremoto sacudió los soportes de madera y los paneles que mantenían los paneles de vidrio en su sitio. En lugar de seguir con el riesgo de imágenes inquietas, comenzaron de nuevo por cuarta vez y terminaron un día antes del estreno. La película terminada ha sido llevada rápidamente a Nueva York en un avión chárter y empalmada en su lugar con cuatro horas de sobra.

#### Acción en vivo
Las escenas de acción en vivo fueron las primeras que se filmaron dentro de Stage 1, un escenario de sonido de producción de 11,000 pies cuadrados construido en los estudios de Disney en Burbank en 1940. Posteriormente se dedicó a la cinta. Los músicos en pantalla no eran la Orquesta de Filadelfia sino músicos locales, con el artista de efectos de sonido Jimmy MacDonald en timbales y el compositor Paul Smith en violín. Las presentaciones de Taylor se filmaron en agosto de 1940 y Howe regresó como director de fotografía. Agrega energía visual con breves destellos de color proyectados sobre algunos instrumentos mientras los músicos afinan, y cambia los tonos de la iluminación lateral para cada introducción para variar. La sesión improvisada durante el intermedio incluye un tema de La Sinfonía Pastoral y «Bach Goes to Town», una melodía de jazz popularizada por Benny Goodman. David Butler señala la importancia del breve interludio, demostrando al público que «estos músicos no hablan en serio todo el tiempo» y que es visto como un «antídoto contra la música seria».
En 1940, Ub Iwerks ha sido contratado nuevamente en los estudios Disney como supervisor técnico de efectos visuales especiales. Entre sus primeros encargos estuvo la escena del apretón de manos con Mickey Mouse y Stokowski. La escena se produjo filmando dándose la mano en el aire, después de lo cual los animadores colocaron papel de dibujo encima de la impresión fotográfica y relacionaron las acciones de Mickey con las suyas. La animación estuvo fotografiada con la cinta de Stokowski dentro de la cámara para crear un único negativo que combinara ambas secuencias.

## Banda sonora

### Grabación

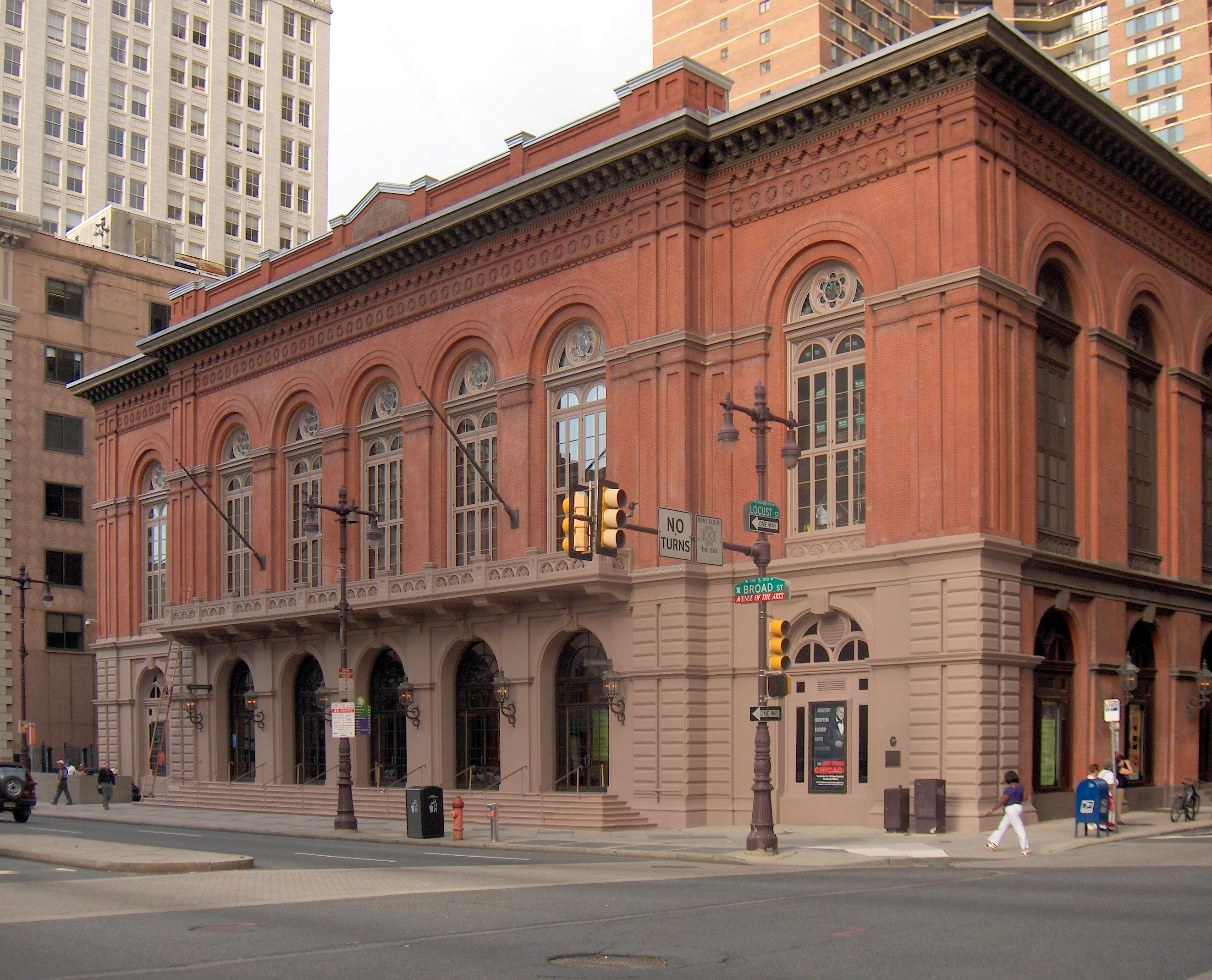
La partitura de la película se grabó en la Academia de Música de Filadelfia.

Disney quería experimentar con técnicas más sofisticadas de grabación y reproducción de sonido para Fantasía. «La música que sale de un altavoz detrás de la pantalla suena tenue, tintineante y tensa. Queríamos reproducir obras maestras tan hermosas... para que el público se sintiera como si estuviera en el podio con Stokowski». Para la grabación de El aprendiz de brujo en enero de 1938, ingenieros colaboraron con Radio Corporation para usar múltiples canales de audio que permitieron lograr cualquier equilibrio dinámico deseado durante la reproducción. El escenario ha sido alterado acústicamente con particiones semicirculares de madera contrachapada doble que separó a la orquesta en cinco secciones para aumentar la reverberación. Aunque a medida que se desarrollaba la producción, la composición utilizada para el segmento se abandonó por diferentes arreglos de la filmación multicanal.
El 18 de enero de 1939, Stokowski firmó un contrato de dieciocho meses para dirigir las piezas restantes con la Orquesta de Filadelfia. La grabación comenzó ese abril y duró siete semanas en la Academia de Música, el hogar de la agrupación que se eligió por su excelente acústica. La orquesta de noventa músicos incluía algunos estudiantes del Instituto Curtis de Música, y a cada uno se le pagaba una tarifa fija de 10 dólares por hora y los intérpretes principales recibían hasta 400 dólares. Ave María estuvo grabada con el Coro de Westminster con sede en Nueva Jersey y dirigida por Charles E. Henderson. El solo de soprano es cantado por Julietta Novis. En las notas de la portada de la versión LP de la banda sonora, reconoció que las palabras originales fueron escritas por Walter Scott, pero decidió utilizar letras originales escritas especialmente para la cinta por la autora estadounidense Rachel Field. Los dos efectos de sonido que se escuchan en la película se utilizan en La danza de las horas: un golpe cuando una bailarina avestruz cae al suelo y el ruido de las puertas del palacio al final.
La configuración utilizada para El aprendiz de brujo se abandonó porque Disney y RCA querían utilizar una disposición de grabación multicanal diferente. Para las sesiones de la Academia, se colocaron treinta y tres micrófonos alrededor del grupo que capturaron la música en ocho máquinas ópticas de registro de sonido ubicadas en el sótano de la sala, donde los ingenieros siguieron la melodía en tiempo real y silenciaron los micrófonos cuando la sección asignada no estaba tocando. En las juntas se colocaron treinta y tres micrófonos alrededor de la orquesta que capturaron la melodía en ocho sonidos ópticos con unas máquinas de grabación situadas en el sótano de la sala. Cada uno representaba un canal de audio que se enfocaba en una sección diferente de instrumentos: violonchelos y bajos, violines, metales, violas y vientos de madera y tímpanos. El séptimo canal era una combinación de los primeros seis, mientras que el octavo proporcionaba un sonido general de la orquesta a distancia. Un noveno canal proporcionó una función de pista de clic para que los animadores sincronizaran sus dibujos con la armonía. La cinta de sonido óptico se almacenó en un camión fuera de la Academia, ya que mantener el material altamente inflamable dentro del sótano de madera planteaba un riesgo de incendio. En los cuarenta y dos días de grabación se utilizaron 483 000 pies —147 000 m— de película. Disney pagó todos los gastos que incluían los salarios del músico, el personal del escenario, un bibliotecario de canción y el gerente de la orquesta que costaron casi 18 000 dólares. Cuando las filmaciones terminadas llegaron al estudio, se llevó a cabo una reunión el 14 de julio de 1939 para permitir que los artistas que trabajaban en cada segmento escucharan los arreglos de Stokowski y sugirieran alteraciones en el sonido para trabajar de manera más efectiva con sus diseños. Posteriormente, algunas partes solistas se grabaron en California, todavía bajo la dirección de Stokowski.

### Fantasound
Los hermanos Disney contactaron a David Sarnoff de RCA con respecto a la fabricación de un nuevo sistema que «crearía la ilusión de que la orquesta sinfónica real está tocando en el teatro». Sarnoff se echó atrás al principio por razones financieras, pero acordó en julio de 1939 fabricar el equipo siempre que pudiera mantener los costos estimados de US$200 000 —equivalente a alrededor de US$3,9 millones en 2021—. Aunque no se sabía exactamente cómo lograr su objetivo, los ingenieros de la empresa y RCA investigaron muchas ideas y pruebas realizadas con varias configuraciones de equipos. La colaboración condujo al desarrollo de Fantasound, un sistema de sonido envolvente estereofónico pionero que innovó algunos procesos ampliamente utilizados en la actualidad, incluida la grabación multipista simultánea, la sobregrabación y la reducción de ruido.
Fantasound, desarrollado en parte por el ingeniero William Garity, empleó dos proyectores funcionando al mismo tiempo. Con uno que contenía el filme de imagen con una banda sonora mono como respaldo, el otro reprodujo una película de música que se mezcló de las nueve pistas grabadas en la academia a cuatro: tres de las cuales contenían el audio para los altavoces izquierdo, central y derecho del escenario respectivamente, mientras que la cuarta se convirtió en una pista de control con tonos de amplitud y frecuencia que accionaban el amplificador controlado por tensión para controlar el volumen de las tres bandas. Además, había tres altavoces de «casa» colocados a la izquierda, a la derecha y al centro del auditorio que se derivaban de los canales de escenario izquierdo y derecho que actuaban como canales envolventes. Como la filmación original se capturó con una modulación casi máxima para aumentar la relación señal/ruido, la pista de control se usó para restaurar la dinámica donde Stokowski pensó que debería estar. Para ello, se construyó un dispositivo de ajuste de ganancia operado por tonos para controlar los niveles de cada una de las tres de audio a través de los amplificadores.
La ilusión del sonido viajando a través de los parlantes se logró con un dispositivo llamado «pan pot», que dirigía el movimiento predeterminado de cada canal con la pista de control. La mezcla de la banda sonora requirió seis personas para operar los distintos potenciómetros en tiempo real, mientras que Stokowski dirigía cada nivel y cambio de panorama que estaba marcado en su partitura. Para monitorear los niveles de grabación, Disney usó osciloscopio con diferenciación de color para minimizar la fatiga ocular. Para probar los equipos de grabación y los sistemas de altavoces, encargó ocho osciladores electrónicos a la empresa Hewlett-Packard recién establecida. Entre las tomas individuales, las copias y los remakes, se utilizaron aproximadamente tres millones de pies de cinta sonora en la producción de Fantasía. Casi una quinta parte del presupuesto se gastó en sus técnicas de grabación.

## Historial de versiones

### Carreras teatrales

#### 1940-1941: presentaciones itinerantes con Fantasound

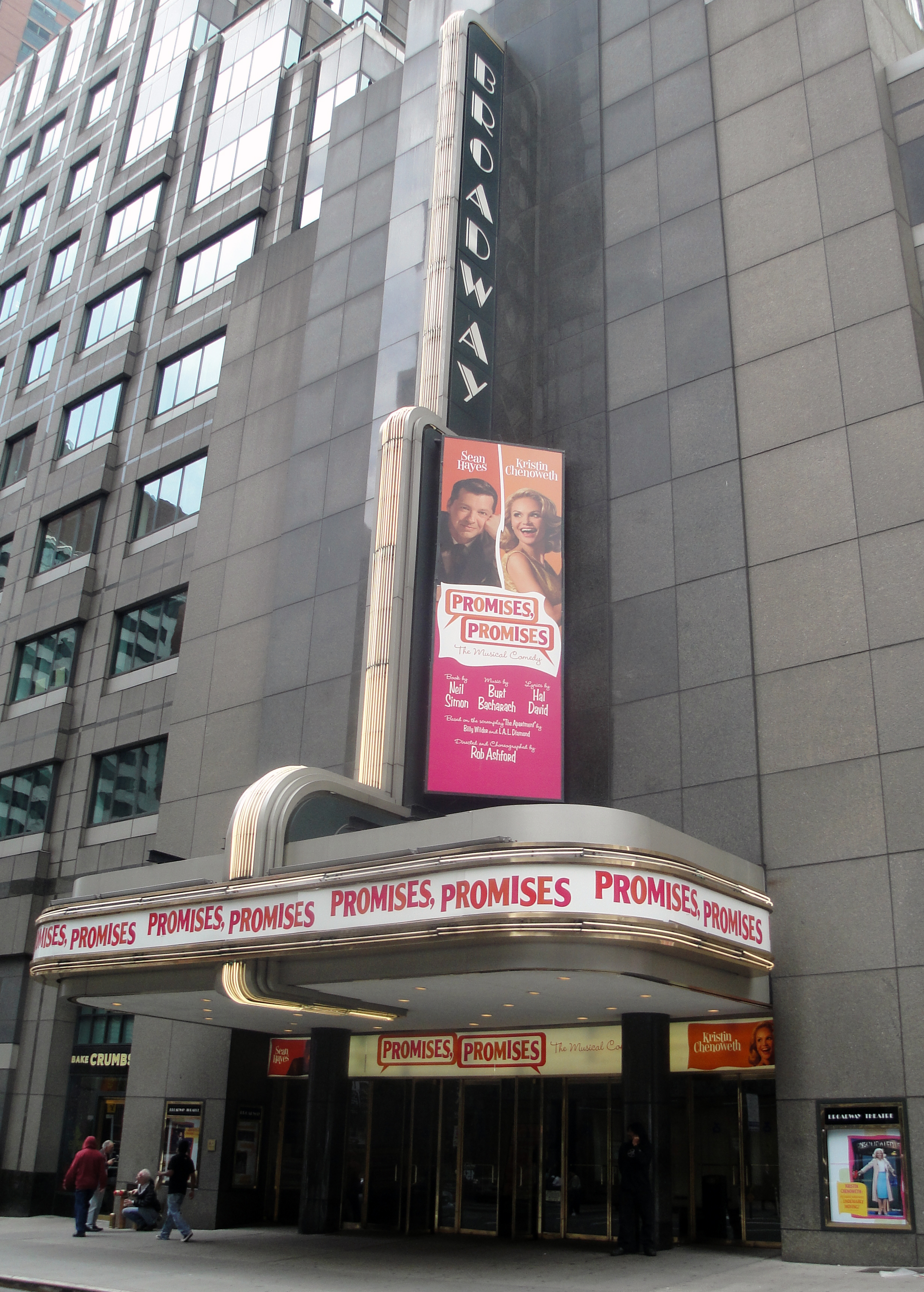
El primer roadshow de la película se inauguró en el Broadway Theatre de la ciudad de Nueva York el 13 de noviembre de 1940.

RKO se opuso a la idea de distribuir Fantasía, que describió como un «musical de pelo largo», y creía que su duración de dos horas y cinco minutos más el intermedio era demasiado larga para un lanzamiento general. Relajó su contrato de distribución exclusiva con Disney, que quería una exhibición más prestigiosa en forma de una atracción itinerante de duración limitada. Se llevaron a cabo un total de trece presentaciones itinerantes en los Estados Unidos; cada una de ellas con dos funciones diarias con reserva de plazas reservadas con antelación a precios más elevados y un intermedio de quince minutos. La empresa contrató al vendedor de cintas Irving Ludwig para administrar los primeros once compromisos, a quien se le dieron instrucciones específicas con respecto a cada aspecto de la presentación, incluida la instalación de las marquesinas exteriores del teatro y las señales de luces y cortinas. Los clientes fueron llevados a sus asientos por personal contratado y capacitado por Disney, y se les entregó un folleto del programa ilustrado por Gyo Fujikawa.
El primer roadshow se inauguró en el Broadway Theatre de la ciudad de Nueva York el 13 de noviembre de 1940. Los de Disney habían obtenido un contrato de arrendamiento de un año con el lugar que estaba completamente equipado con Fantasound, lo que llevó al personal a una semana trabajando las veinticuatro horas para instalarlo. Las ganancias obtenidas en la noche fueron a la Sociedad de Socorro de Guerra Británica después de la Batalla de Gran Bretaña. La demanda de boletos fue tan grande que se contrataron ocho operadores telefónicos para manejar las llamadas adicionales mientras se alquilaba la tienda contigua para atender las reservas de taquilla. Fantasía se presentó en Broadway durante cuarenta y nueve semanas consecutivas, la carrera más larga lograda por un filme en ese momento. Su funcionamiento continuó durante un total de cincuenta y siete semanas hasta el 28 de febrero de 1942.
Los doce roadshows restantes se llevaron a cabo a lo largo de 1941, que incluyeron una presentación de 39 semanas en el Carthay Circle Theatre de Los Ángeles desde el 29 de enero. Fantasía rompió el récord de larga duración en el lugar en su veinte y octava semana; un récord que anteriormente ostentaba Lo que el viento se llevó. Su funcionamiento de ocho semanas en el Teatro Fulton en Pittsburgh atrajo a más de 50 000 personas con reservas realizadas desde ciudades ubicadas a cien millas del lugar. También se celebraron compromisos en el Geary Theatre de San Francisco durante ocho meses, el Hanna Theatre de Cleveland durante nueve semanas, el Majestic Theatre de Boston, el Apollo Theatre de Chicago, y también en Filadelfia, Detroit, Búfalo, Mineápolis, Washington D. C. y Baltimore.
Fantasía recaudó más de 300 000 dólares en las primeras dieciséis semanas en Nueva York; más de 20 000 dólares en las primeras cinco semanas en San Francisco; y casi la misma cantidad en las primeras diez semanas tanto en Los Ángeles como en Boston. Los primeros once roadshows ganaron un total de 1,3 millones de dólares en abril de 1941, pero los 85 000 en costos de producción e instalación de una sola configuración de Fantasound, junto con los teatros que tuvieron que ser arrendados, obligó a la empresa a exceder sus límites de préstamo. El inicio de la Segunda Guerra Mundial impidió los planes para un lanzamiento potencial en Europa, normalmente la fuente de hasta el cuarenta y cinco por ciento de los ingresos del estudio. Se describieron hasta ochenta y ocho compromisos a lo largo de cinco años, pero las demandas de material durante la guerra limitaron el número de copias de Fantasound a dieciséis. Todas menos una de las configuraciones de Fantasound fueron desmanteladas y entregadas al esfuerzo de guerra. Al adquirir los derechos de distribución de la película en abril de 1941, RKO inicialmente continuó con la política de reservas itinerantes, pero la presentó en mono, que era más fácil de exhibir. Los ingresos promedio combinados de cada roadshow fueron de alrededor de 325,000, lo que colocó a Fantasía en una pérdida aún mayor que Pinocho.

#### Carreras de 1942-1963
Disney permitió que RKO se encargara del lanzamiento general de Fantasía, pero luchó contra su decisión de cortar la película. Se rindió porque el estudio necesitaba la mayor cantidad de ingresos posible para remediar sus finanzas, pero se negó a cortarlo él mismo: «Puedes conseguir que quien quieras lo edite... Yo no puedo hacerlo». Sin aportes de Disney, el director musical Ed Plumb y Ben Sharpsteen lo redujeron a una hora y cuarenta minutos al principio, luego a una hora y veinte minutos eliminando la mayor parte de los comentarios de Taylor y la Tocata y fuga. Fantasía se relanzó en enero de 1942 a precios más populares con una banda sonora mono y se colocó en la mitad inferior de cartel doble con la cinta del Oeste Valley of the Sun.
RKO la reeditó una vez más el 1 de septiembre de 1946, con las secuencias animadas completas y las escenas de Taylor, Stokowski y la orquesta restauradas pero acortadas. Su tiempo de ejecución se restauró a una hora y cincuenta y cinco minutos. Esta edición sería la forma estándar para relanzamientos posteriores y fue la base para la restauración de 1990.
En 1955, los negativos de sonido originales comenzaron a deteriorarse, aunque una copia de cuatro pistas había sobrevivido en buenas condiciones. Usando el sistema Fantasound restante en el estudio, se transfirió una imitación estéreo de tres bandas a través de cables telefónicos libres de ruido a una película magnética en una instalación de RCA en Hollywood. Esta copia se usó cuando Fantasía estuvo reeditada en estéreo por Buena Vista Distribution en SuperScope, un derivado del formato anamórfico de pantalla ancha Cinemascope, el 7 de febrero de 1956. El proyector presentaba un mecanismo de control automático diseñado por ingenieros de Disney que se acopló a una lente anamórfica variable, lo que permitió que la imagen cambiara entre su Relación de aspecto estándar de la academia de 1,33:1 a la relación amplia de 2,35:1 en veinte segundos sin interrupción. Esto se logró colocando las señales que controlaban el mecanismo en una pista separada además de los tres canales de audio. Solo se estiraron partes seleccionadas de la animación, mientras que todas las escenas de acción en vivo permanecieron sin cambios. Esta reedición obtuvo algunas críticas de los espectadores, ya que el formato de pantalla ancha provocó el recorte y el reencuadre de las imágenes.
El 20 de febrero de 1963, Fantasía se relanzó en versiones estándar y SuperScope con sonido estéreo, aunque los registros existentes no están claros. Su tiempo de ejecución era cincuenta y seis segundos más que el problema anterior, lo cual no se explica. Este fue el lanzamiento final que ocurrió antes de la muerte de Disney —y de Taylor— en 1966.

#### Carreras de 1969-1990
Fantasía comenzó a obtener ganancias de su presupuesto de 2,28 millones de dólares después de su regreso a los cines el 17 de diciembre de 1969. La película se promocionó con una campaña publicitaria de estilo psicodélico y se hizo popular entre los adolescentes y estudiantes universitarios que al parecer lo apreciaban como una experiencia psicodélica. El animador Ollie Johnston recordó que los jóvenes «pensaban que estábamos en un viaje cuando lo hicimos... cada vez que íbamos a hablar con una escuela o algo así, nos preguntaban en qué estábamos». El lanzamiento también se destaca por la eliminación de cuatro escenas de Sinfonía Pastoral sobre los estereotipos raciales. Se emitió de forma regular, generalmente para exhibición en casas de arte en ciudades universitarias, hasta mediados de la década de 1970.
La cinta se reeditó en todo el país una vez más el 15 de abril de 1977 —el mismo año de la muerte de Stokowski—, esta vez con sonido estéreo simulado. Esta edición presentaba el reemplazo del logotipo de distribución de RKO por el de Buena Vista Distribution, ya que este no había sido parte de un lanzamiento desde 1946. No se había eliminado antes ya que la secuencia de créditos habría requerido ser re-disparo. Una reducción de dos minutos y medio en el tiempo de ejecución en esta versión no está clara en los registros existentes.
En 1980, el estudio envió un segmento dañado de El cascanueces a varias empresas de restauración; cada uno informó que la grabación de sonido no se podía actualizar a una calidad adecuada para las proyecciones de teatro. A principios de 1982, Disney decidió reemplazar la banda sonora de Stokowski con una nueva grabación digital en Dolby Stereo con el director Irwin Kostal. El ejecutivo, Ron W. Miller, dijo que el original se había degradado y «ya no coincidía con las imágenes extraordinarias». Kostal dirigió una orquesta de 121 piezas y un coro de cincuenta voces para la grabación que se llevó a cabo durante 18 sesiones en CBS Studio Center en Los Ángeles y costó 1 millón para producir. Kostal tenía la tarea de ajustar el ritmo de su dirección para que coincidiera con la del músico, pero eligió la orquestación del Una noche en el Monte Pelado de Nikolái Rimski-Kórsakov en lugar del propio arreglo de Stokowski que se usó en el original. La nueva grabación también corrigió un retraso de dos cuadros en la proyección causado por las técnicas de grabación utilizadas en el momento en que se hizo el filme. La banda sonora de Kostal se preparó para la reedición del 2 de abril de 1982, en la que se reemplazaron las escenas de Taylor con una breve narración en off de Hugh Douglas, ya que el estudio sintió que el público ahora se había vuelto «más sofisticado y conocedor de la música».
La interpretación de 1982 se reeditó en febrero de 1985, que comenzó con una presentación en el Plitt Century Plaza Theatre de Los Ángeles que estaba equipada con el sistema de altavoces digitales HPS-4000. Esto permitió que se presentara por primera vez la grabación estéreo digital de la banda sonora de Kostal y convirtió a Fantasía en el primer largometraje teatral presentado en sonido estéreo digital. La grabación estándar se utilizó para el estreno general en alrededor de 400 cines. Esta vez, el actor Tim Matheson proporcionó la narración.
Para la reedición de su quincuagésimo aniversario, Fantasía se sometió a un proceso de restauración de dos años que comenzó con una búsqueda de seis meses para localizar los negativos originales, que habían estado almacenados desde 1946, y ensamblarlos. Esta ha sido la primera vez desde entonces que se preparó una copia de la película utilizando el negativo original y no una imitación. Se formó una nueva impresión que era idéntica a la versión de 1946 con las introducciones de Taylor restauradas pero con una nueva secuencia de créditos finales añadida. Como no se pudieron encontrar las tomas iniciales originales de La consagración de la primavera, en su lugar se utilizaron imágenes de la cinta educativa de Disney A World is Born, que utilizó imágenes del segmento. Este es también el caso de una secuencia en La Sinfonía Pastoral, por lo que se utilizó un duplicado. Cada uno de los 535.680 marcos se restauró a mano con una impresión intacta de 1951 utilizada como guía sobre los colores y tonos correctos. Los cines que accedieron a proyectar la película debían instalar equipos de sonido estéreo específicos y presentarla en su relación de aspecto original de 1,33:1. En la reedición de 1990 también se restauró la banda sonora de Stokowski, que estuvo remasterizada digitalmente por Terry Porter, quien trabajó con la banda sonora magnética de 1955. Calculó que se eliminaron de la grabación 3 000 estallidos y siseos. Lanzada el 5 de octubre de 1990, la reedición recaudó 25 millones a nivel nacional.

### Medios domésticos

#### Audio
Disney consideró lanzar la banda sonora en el momento del lanzamiento de la gira de la película, pero esta idea no se realizó. Fue lanzada por primera vez como un conjunto mono de tres LP en dieciséis países por Disneyland y Buena Vista Records en 1957, que contenía las piezas musicales sin la narración. Buena Vista Records publicó un LP en edición estéreo en 1961. Se requirió que Disney obtuviera el permiso de Stokowski, quien inicialmente rechazó su venta a menos que la Asociación de Orquestas de Filadelfia recibiera una parte de las regalías. La grabación de Kostal ha sido lanzada en dos CD, dos LP y dos casetes de audio por Buena Vista Records, en 1982.
En septiembre de 1990, se lanzó la pista de sonido remasterizada de Stokowski en CD y casete de audio, y luego se relanzó en 2006, su posición máxima, para la semana del 17 de noviembre de 1990. Dos meses después de su lanzamiento, el álbum es certificado oro por Recording Industry Association of America (RIAA) por 500 000 copias vendidas en los Estados Unidos. En enero de 1993, es certificado platino por ventas superiores a un millón de copias.
Para el 75 aniversario de la película en 2015, Walt Disney Records lanzó las grabaciones de Stokowski y Kostal en un álbum de cuatro discos como el quinto volumen de The Legacy Collection. El conjunto incluye la grabación de músico del segmento eliminado de Clair de Lune y una grabación de El aprendiz de brujo y Pedro y el lobo —de Make Mine Music— con narración adicional de Sterling Holloway; él mismo narró este último originalmente.

#### Video
Fantasía ha recibido cuatro lanzamientos de videos caseros. El primero, con la versión teatral restaurada de 1990, se lanzó en VHS, Betamax y Laserdisc el 1 de noviembre de 1991, como parte de la línea Walt Disney Classics. La banda sonora original regresó cuando Fantasound también se recreó en Dolby Stereo para el estreno en cines de la película en 1990. El resultado, denominado «Fantasound 90», se utilizó como base del audio de estos lanzamientos. El estreno se limitó a solo cincuenta días, lo que provocó 9,25 millones de pedidos anticipados de casetes y un récord de 200 000 para discos, duplicando la cifra del récord anterior. El paquete «Edición Deluxe» incluía la cinta, un «making of», una litografía conmemorativa, un folleto de dieciséis páginas, una pista de sonido de dos discos de la partitura de Stokowski y un certificado de autenticidad firmado por Roy E. Disney, el sobrino de Walt. En 1992, Fantasía se convirtió en el casete de venta directa más vendido de todos los tiempos en los EE. UU. con 14,2 millones de copias compradas. El récord ha sido superado ese mismo año por La bella y la bestia. En octubre de 1994, se habían vendido 21,7 millones de unidades del video en todo el mundo. La porción de esto también se público fuera de los EE. UU. como DVD en 2000, nuevamente bajo el lema «Walt Disney Classics» —pero con sonido envolvente 5.1 presentado en el DVD de EE. UU. de 2000—.
En noviembre de 2000, Fantasía fue lanzado en video por segunda vez, junto con Fantasía 2000, en DVD con sonido envolvente 5.1. Los filmes se emitieron por separado y en un conjunto de tres discos llamado The Fantasia Anthology. Se incluyeron una variedad de características adicionales, The Fantasia Legacy. Esta edición intentó seguir lo más cerca posible el tiempo de ejecución y el formato de la versión roadshow original, e incluyó imágenes de acción en vivo restauradas adicionales de Taylor y la orquesta, incluidos los sujetalibros del intermedio de la película. Desde el lanzamiento, Corey Burton volvió a grabar la voz de Taylor porque la mayoría de las pistas de audio de las escenas restauradas se habían deteriorado hasta el punto de que ya no podían usarse.
Ambas películas estuvieron reeditadas nuevamente por Walt Disney Studios Home Entertainment en noviembre de 2010 por separado, como un conjunto de DVD / Blu-Ray de dos discos y un conjunto combinado de DVD y Blu-Ray de cuatro (denominado «Fantasia 2 Movie Collection») que presentó video en alta definición de 1080p y sonido envolvente 7.1. La versión 2010 de Fantasía presentaba una nueva restauración de Reliance MediaWorks y una nueva restauración de sonido, pero era editorialmente idéntica a la versión de 2000. Esto también marcó la primera vez en Europa, donde originalmente se negó un estreno debido a la guerra, que se lanzó la versión itinerante. Fantasía estuvo retirado del lanzamiento y devuelto a la moratoria de «Disney Vault» el 30 de abril de 2011.
En 2021, ambas cintas, junto con la compilación de 2018 Celebrating Mickey, una colección de trece cortos de Mickey Mouse, se reeditaron en DVD, Blu-Ray y digitalmente como parte de la colección exclusiva The Best of Mickey de Disney Movie Club de EE. UU. También se lanzaron por primera vez en múltiples plataformas de transmisión compradas, incluidos Movies Anywhere y sus minoristas.

## Recepción

### Recepción crítica

#### Primeras revisiones

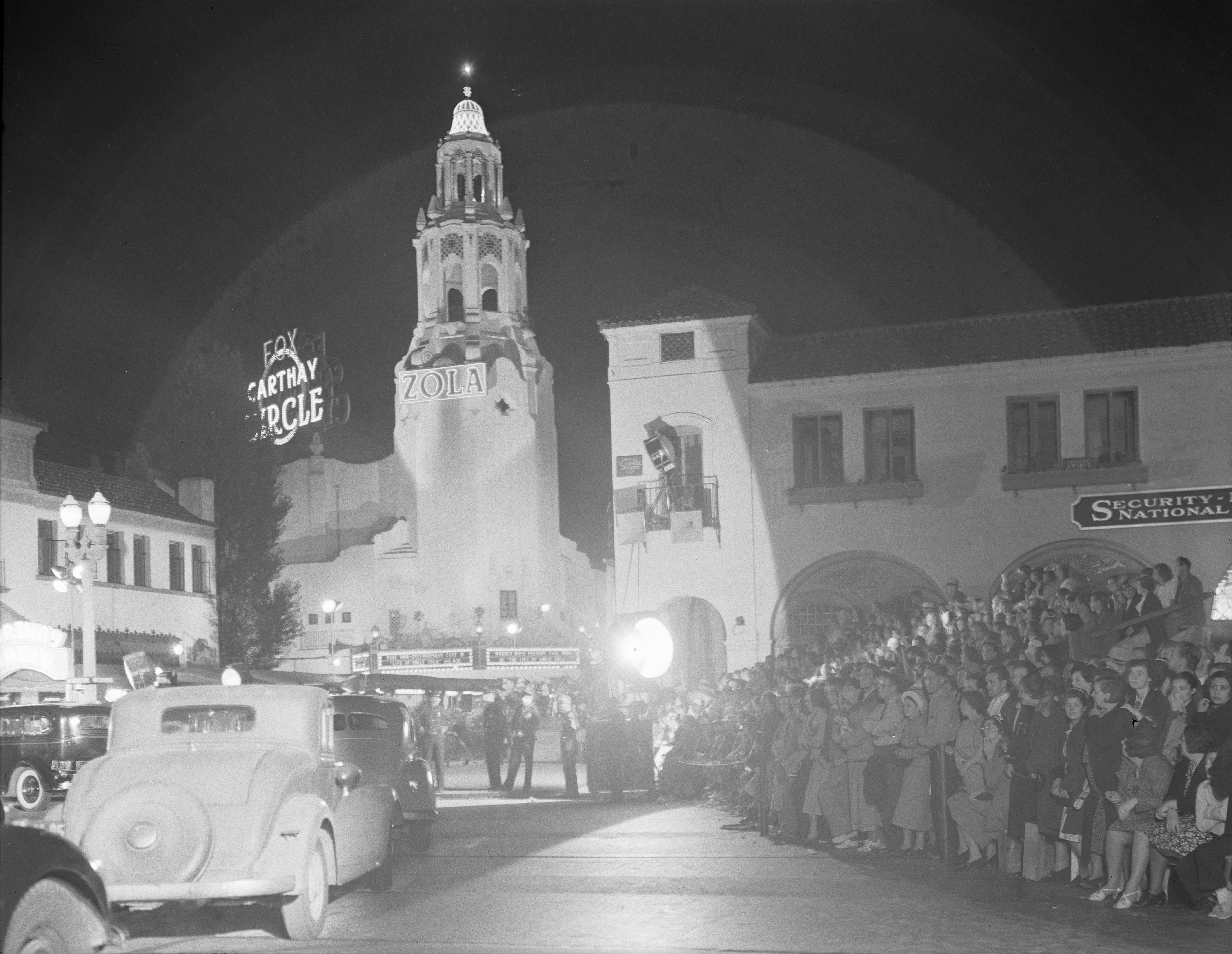
La película se estrenó en el Carthay Circle Theatre el 30 de enero de 1941.

Fantasía obtuvo importantes elogios de la crítica en el momento del lanzamiento y algunos la consideraron una obra maestra. El estreno en la Costa Oeste en el Carthay Circle Theatre fue un gran evento, atrayendo a unas 5000 personas, incluyendo a Shirley Temple, Cecil B. DeMille, Forrest Tucker, James Cagney, Robert Montgomery, James Murphy, Edgar Bergen y muchos otros notables en la industria del cine. Entre los que asistieron al estreno de la película se encontraba el crítico de cine Edwin Schallert de Los Angeles Times, quien consideró que era un logro magnífico que pasaría a la historia de la cinematográfica como una cinta histórica, y destacó el aplauso entusiasta que recibió por parte de la audiencia durante los diversos interludios. Afirmó que era «caviar para el general, ambrosía y néctar para la intelectualidad» y consideró que la película era «más valiente que lo creíble». La opinión musical del diario, Isabel Morse Jones, elogió mucho la banda sonora, creyéndola un «sueño de un concierto sinfónico», un «concierto enormemente variado de ideas pictóricas, de música abstracta de reconocidos compositores, de los intérpretes Leopold Stokowski y orquestas de Hollywood y Filadelfia, y, en su gran mayoría, nuevos y maravillosos efectos sonoros». Bosley Crowther de The New York Times, señaló que «la historia cinematográfica se hizo anoche... Fantasía tira por la borda las fórmulas convencionales y revela el alcance de los filmes para una excursión imaginativa... Fantasía... es simplemente genial». Peyton Boswell, editor de Art Digest, lo llamó «una experiencia estética que nunca se olvidará». La revista Time lo describió como «más extraño y más maravilloso que cualquiera de los de Hollywood» y la experiencia de Fantasound «como si el oyente estuviera en medio de la música. A medida que llega al clímax, brota sobre el arco del proscenio, hierve en la parte trasera del teatro, todo excepto cabriolas arriba y abajo de los pasillos». Dance Magazine dedicó su historia principal a la película, diciendo que «lo más extraordinario de Fantasía es, para un bailarín o un balletomane, no la grabación musical milagrosa, la gama de colores o la integridad de la fuente de los colaboradores de Disney, sino simplemente la perfección de su baile». Variety también lo elogió, calificándola de «un experimento exitoso para elevar la relación del plano del entretenimiento popular de masas a los estratos más altos de atracción para los amantes de la música clásica». Chicago Tribune asignó a tres escritores para cubrir la apertura de la cinta en Chicago: la columnista de sociedad Harriet Pribble; la crítica de cine Mae Tinee; y el crítico musical Edward Barry. Pribble quedó asombrado con la «audiencia brillantemente vestida», mientras que Tinee sintió que la película era «hermosa... pero también desconcertante. Es estupenda. Es colosal. Es una orgía abrumadoramente ambiciosa de color, sonido e imaginación». Barry estaba complacido con el «programa de buena música bien interpretado... y bellamente grabado» y se sintió «agradablemente distraído» de la música a lo que se mostraba en la pantalla. En un desglose de reseñas de críticos de cine y música, el autor de Disney, Paul Anderson, encontró que el 33 % era «muy positivo», el 22 % tanto «positivo» como «positivo y negativo», y el 11 % negativa.
Quienes adoptaron una visión más negativa en el momento del estreno de la película procedían en su mayoría de la comunidad de la música clásica. Muchos encontraron fallas en los arreglos y resúmenes de Stokowski. Ígor Stravinski, el único compositor vivo cuya música apareció, expresó su disgusto por cómo en el arreglo de Stokowski de La consagración de la primavera, «se había barajado el orden de las piezas, y se había eliminado la más difícil», y criticó la interpretación de la orquesta, observando que la simplificación de la partitura «no salvó la interpretación musical, que fue execrable». Otros compositores y críticos musicales criticaron la premisa en sí, argumentando que presentar música clásica con imágenes visuales robaría la integridad de las piezas musicales. El compositor y crítico musical Virgil Thomson elogió a Fantasound, que pensó que ofrecía «una buena transmisión de música», pero no le gustó el «gusto musical» de Stokowski, con excepción de 'El aprendiz de brujo y La consagración de la primavera'. Olin Downes de The New York Times también elogió la calidad del sonido que presentó Fantasound, pero dijo que «gran parte de Fantasía distraía o dañaba directamente las partituras». La crítica de cine Pauline Kael descartó partes como «grotescamente kitsch». Algunos padres se resistieron a pagar los precios más altos del roadshow para sus hijos, y varios se quejaron de que el segmento Una noche en el Monte Pelado los había asustado. También hubo algunas reacciones negativas de naturaleza más política, especialmente porque el estreno de la cinta ocurrió en un momento en que la Alemania nazi reinaba supremamente en Europa. Una reseña de la película de esta manera, escrita por Dorothy Thompson para The New York Herald Tribune el 25 de noviembre de 1940, era especialmente dura. Thompson afirmó que «salió del teatro en una condición cercana a un ataque de nervios», porque era una «pesadilla notable». Thompson pasó a comparar con el nazismo desenfrenado, que describió como «el abuso de poder» y «la traición pervertida de los mejores instintos». Thompson también afirmó que la película mostraba a la naturaleza como «titánica», mientras que el hombre era solo «un liquen en movimiento en la piedra del tiempo». Concluyó que la película era «cruel», «brutal y embrutecedora» y una «caricatura negativa de la decadencia de Occidente». De hecho, afirmó que estaba tan angustiada por la película que incluso salió antes de ver los dos últimos segmentos, porque no quería ser objeto de más de la «brutalización».

#### Reseñas posteriores
En el sitio web del agregador de reseñas Rotten Tomatoes, el 95 % de las 56 reseñas de los críticos son positivas, con una calificación promedio de 8.6/10. El consenso del sitio web dice: «Un hito en la animación (y una gran influencia en el medio de los videos musicales), Fantasía de Disney es una mezcla implacablemente inventiva de los clásicos con imágenes fantasmagóricas». Metacritic, que utiliza un promedio ponderado, asignó una puntuación de 96 sobre 100, basada en 18 críticos, lo que indica «aclamación universal». TV Guide le otorgó cuatro estrellas, calificándola como «la película animada más ambiciosa que jamás haya salido de los estudios de Disney», y señaló cómo la película «integra obras famosas de música clásica con imágenes muy desiguales pero extraordinariamente imaginativas que abarcan toda la gama, desde hipopótamos bailando hasta lo puramente abstracto». Roger Ebert del Chicago Sun-Times la calificó con cuatro estrellas de cuatro y señaló que a lo largo de Fantasía, «Disney empuja los límites del sobre». Sin embargo, la revista Empire solo lo calificó con 2 estrellas de 5 —pobre—, y concluyó que «este es un asunto muy irregular: mientras que algunas de las piezas animadas funcionan, otras parecen francamente locas». También se han hecho comentarios acerca de que Fantasía no es una película para niños. El escritor de religión Mark I. Pinsky considera que Fantasía es una de las características animadas más problemáticas de Disney, ya que estaba destinada tanto a adultos como a niños y no a lo que la gente esperaba.

### Premios y reconocimientos
Fantasía ocupó el quinto lugar en los premio del National Board of Review 1940 en la categoría de las diez mejores películas. Disney y Stokowski ganaron un premio especial en los premios del Círculo de Críticos de Cine de Nueva York de 1940. La cinta fue objeto de dos Premios Honoríficos de la Academia el 26 de febrero de 1942, uno para Disney, William Garity, John NA Hawkins y RCA Manufacturing Company por su «destacada contribución al avance del uso del sonido a través de la producción», y el otro a Stokowski «y sus asociados por su logro único en la creación de una nueva forma de música visualizada en la producción, ampliando así el alcance del filme como entretenimiento y como forma de arte».
En 1990, Fantasía estuvo seleccionada para su conservación en el National Film Registry de los Estados Unidos por la Biblioteca del Congreso por ser «cultural, histórica o estéticamente significativa». En el centenario del cine en 1995, el Vaticano lo incluyó en su lista de 45 «grandes películas» realizadas en la categoría Arte; los otros son Religión y Valores. Aparece en tres listas que clasifican las mejores películas estadounidenses según lo determinado por American Film Institute. La cinta ocupó el puesto 58 en 100 años... 100 películas en 1998, antes de que se eliminó de su clasificación en la revisión del décimo aniversario en 2007, aunque estuvo nominado para su inclusión. La lista 10 Top 10 formada en 2008 lo colocó en quinto lugar bajo Animación.

### Controversias
En abril de 1939, el agente de publicidad de Filadelfia, Mark S. Tutelman, presentó una demanda judicial en un intento de impedir la realización de la película. Tutelman afirmó que se originó a partir de una idea de sincronizar la animación con la música clásica que le describió por primera vez a Stokowski en 1937, había preparado escenarios y arreglos orquestales a su petición sin reconocimiento ni crédito, y exigió una parte de las ganancias de la cinta. En abril de 1940, el caso de Tutelman ha sido desestimado. En 1942, Tutelman presentó una demanda por daños y perjuicios por 25.000 dólares contra Stokowski, acusando al conductor de apropiación indebida de ideas sin crédito. En abril de 1942, el censor cinematográfico irlandés insistió en que eliminara la introducción científica de Taylor a La consagración de la primavera debido a su «representación materialista de los orígenes de la vida».
En la década de 1960, se quitaron cuatro tomas de La Sinfonía Pastoral que representaban a dos personajes de una manera racialmente estereotipada. Se representó a una centaurette negra llamada Girasol puliendo los cascos de una centaurette blanca, y una segunda llamada Otika apareció brevemente durante las escenas de la procesión con Baco y sus seguidores. Los personajes estuvieron eliminados inicialmente para una repetición de 1963 del episodio de Disneyland Magic and Music, que originalmente se emitió sin cortes en 1958. El propio Disney aprobó los cambios. El capítulo se transmitió sin cortes por televisión una vez más en 1966, antes de que las ediciones se incorporaran a la reedición teatral de la película en 1969 y ha permanecido en todos los estrenos desde entonces. John Carnochan, el editor del lanzamiento del vídeo de 1991, dijo: «Es un poco espantoso para mí que estos estereotipos alguna vez se hayan introducido». El crítico de cine Roger Ebert comentó sobre la edición: «Si bien la película original debe, por supuesto, preservarse con fines históricos, no es necesario que la versión de lanzamiento general perpetre estereotipos racistas en una película diseñada principalmente para niños».
En mayo de 1992, la Asociación de Orquestas de Filadelfia presentó una demanda contra The Walt Disney Company y Buena Vista Home Video. La orquesta sostuvo que, como cocreador de Fantasia, el grupo tenía derecho a la mitad de los 120 millones de dólares estimados en ganancias por las ventas de vídeos y discos láser. El editor de música británico Boosey & Hawkes presentó una nueva petición en 1993, sosteniendo que Disney no tenía los derechos para distribuir La consagración de la primavera en los estrenos de vídeo de 1991 porque el permiso concedido a Disney por Stravinsky en 1940 era sólo en el contexto de un filme que se proyectaría en los cines. Un tribunal de distrito federal respaldó el caso de Boosey & Hawkes en 1996, pero el Tribunal de Apelaciones del Segundo Circuito revocó el fallo en 1998, afirmando que la «licencia original de Disney para los derechos cinematográficos se extiende a la distribución del formato de vídeo».

## Material adicional
Disney quería que Fantasía fuera un proyecto continuo, con una nueva edición lanzada cada pocos años. Su plan era reemplazar uno de los segmentos originales por uno nuevo a medida que se completaba, para que el público siempre viera una nueva versión. De enero a agosto de 1941, se desarrolló material narrativo basado en obras musicales adicionales, entre ellas la Cabalgata de las valquirias de Richard Wagner, El cisne de Tuonela de Jean Sibelius, Invitación a la danza de Carl Maria von Weber, la polca y la fuga de Schwanda the Bagpiper de Jaromír Weinberger, un «ballet para bebés» con Berceuse de Frédéric Chopin y un «ballet de insectos» con El vuelo del moscardón de Nikolái Rimski-Kórsakov, que luego se adaptó a la sección Bumble Boogie en Melody Time (1948). Los decepcionantes resultados de taquilla iniciales y la entrada de Estados Unidos en la Segunda Guerra Mundial pusieron fin a estos proyectos. Deems Taylor preparó introducciones para El pájaro de fuego de Stravinsky, La mer de Claude Debussy, Aventuras en un cochecito de niño de John Alden Carpenter, Don Quijote de Richard Strauss, Cuadros de una exposición de Músorgski «para tenerlos en el futuro en caso de que decidiéramos hacer alguno de ellos».
Otro segmento, Clair de lune de Debussy, se desarrolló como parte del programa original de la cinta. Después de ser completamente animado, se eliminaron de la versión final para acortar su larga duración. La animación mostraba dos grandes garzas blancas volando a través de los Everglades de Florida en una noche iluminada por la luna, con más atención al arte de fondo de la fracción que a la historia y el dibujado. Posteriormente, la secuencia estuvo editada y recompuesta para Blue Bayou en Música maestro (1946). En 1992, se descubrió una copia del original y se restauró Clair de Lune, completo con la banda sonora original de Stokowski con la Orquesta de Filadelfia. Se incluyó como característica adicional en el DVD The Fantasia Anthology en 2000.

## Legado

### Continuación
En 1980, Los Angeles Times informó que Wolfgang Reitherman y Mel Shaw habían comenzado a trabajar en Musicana, «un concepto ambicioso que mezcla jazz, música clásica, mitos, arte moderno y más, siguiendo el antiguo formato de Fantasía». El historiador de la animación Charles Solomon escribió que el desarrollo tuvo lugar entre 1982 y 1983, que combinó «cuentos étnicos de todo el mundo con la música de los distintos países». Los segmentos propuestos para la cinta incluyeron una batalla entre un dios del hielo y una diosa del sol ambientada en Finlandia por Sibelius, uno ambientado en los Ande con las canciones de Yma Súmac, otro con caricaturas de Louis Armstrong y Ella Fitzgerald una adaptación de El ruiseñor del emperador que habría presentado a Mickey como el dueño del ruiseñor, similar a su papel en El aprendiz de brujo. El proyecto se archivo a favor de Mickey's Christmas Carol, aunque la obra de arte realizada para El ruiseñor del emperador se usaría más tarde para una adaptación del libro de Teddy Slater en 1992.
Roy E. Disney, sobrino de Walt, coprodujo Fantasía 2000, que entró en producción en 1990 y presenta siete nuevas secciones interpretadas por la orquesta Sinfónica de Chicago con el director James Levine. El aprendiz de brujo es el único que se conserva de la película original. Se estrenó en el Carnegie Hall el 17 de diciembre de 1999 como parte de una gira de conciertos en vivo por cinco ciudades, seguida de una participación de cuatro meses en cines IMAX y un amplio estreno en cines regulares, en 2000.
El desarrollo inicial de un tercer filme comenzó en 2002, con el título provisional de Fantasia 2006. Los fragmentos propuestos incluyeron The Little Matchgirl de Roger Allers, One by One de Pixote Hunt, Lorenzo de Mike Gabriel y Destino de Dominique Monféry. El proyecto ha sido archivado en 2004, y los segmentos propuestos se estrenaron como cortometrajes individuales. El 25 de octubre de 2019 se anunció que Disney está desarrollando un proyecto basado en Fantasía para su servicio de streaming, Disney+.

### Adaptaciones de acción real
- El segmento El aprendiz de brujo se adaptó por Jerry Bruckheimer al largometraje del mismo nombre.[211]
- El fragmento El cascanueces sirve como inspiración parcial para el filme, El cascanueces y los cuatro reinos (2018), que a su vez contiene varias referencias a Fantasía.[212]
- En 2015 se informó que Disney Productions estaba desarrollando Una noche en el Monte Pelado para una cinta de acción real con un tratamiento escrito por Matt Sazama y Burk Sharpless.[213]

### Parodias yspin-offs
Fantasía es parodiada en A Corny Concerto, una caricatura de Warner Bros. de 1943 de la serie Merrie Melodies dirigida por Bob Clampett. El corto presenta a Elmer Gruñón en el papel de Taylor, con sus gafas de estilo, quien presenta dos segmentos desmontados por Johann Strauss —Tales from the Vienna Woods y the Blue Danube Waltz, el primero con Porky y Bugs Bunny y el segundo con el Pato Lucas—. En 1976, el animador italiano Bruno Bozzetto produjo Allegro Non Troppo, un largometraje parodia de Fantasía.
El programa de televisión animada Los Simpson hace referencia a Fantasía en algunos episodios. Matt Groening, el creador, expresó su deseo de hacer una película parodia llamada Simpstasia; nunca se produjo, en parte porque habría sido demasiado difícil escribir un guion de la cinta. En «Treehouse of Horror IV», el director David Silverman había admirado la animación en Noche en el Monte Pelado, e hizo que la primera aparición de Devil Flanders se pareciera a Chernabog. El capítulo «Itchy & Scratchy Land», hace mención a El aprendiz de brujo en un fragmento titulado «Scratchtasia», que presenta la música y varias tomas que lo parodian exactamente.

### Parques temáticos

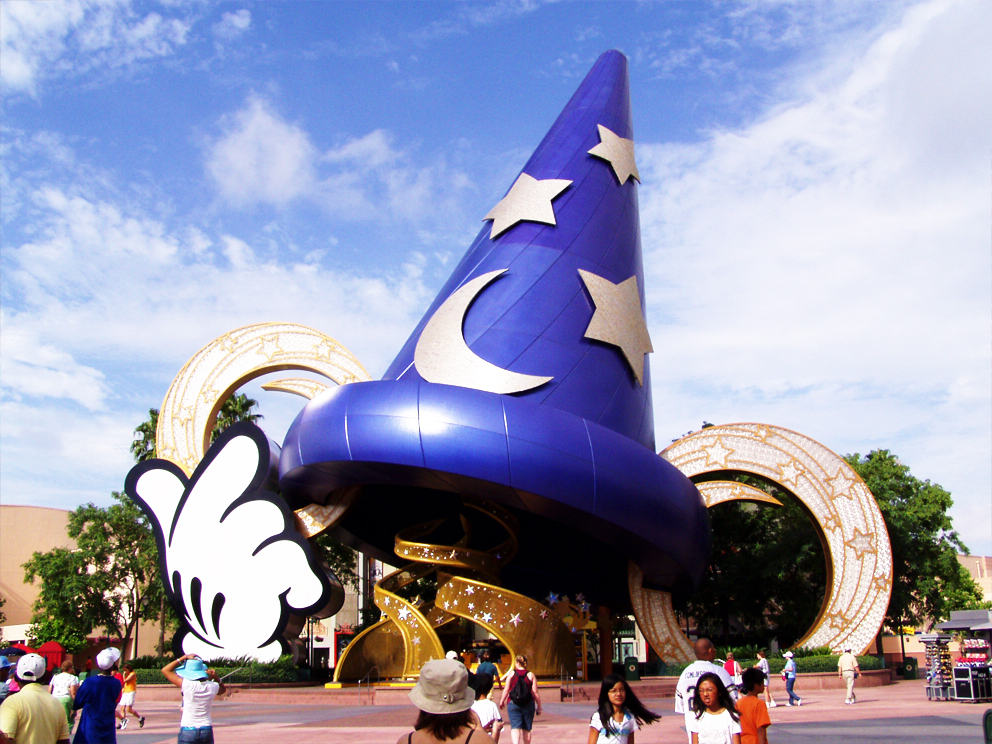
El sombrero de brujo en Disney's Hollywood Studios.

De 2001 a 2015, el Sombrero de Brujo era el ícono de Disney's Hollywood Studios, uno de los cuatro parques temáticos ubicados en Walt Disney World Resort. La estructura era la del gorro mágico de El aprendiz de brujo. También se encuentra en el complejo Fantasia Gardens, un campo de golf en miniatura que integra personajes y objetos en cada hoyo. El espectáculo de fuegos artificiales y agua Fantasmic! presenta escenas de El aprendiz de brujo y otros segmentos en pantallas de proyección de agua, e involucra la trama de Mickey como el aprendiz haciendo magia mientras lucha contra los villanos de Disney.
Para el vigésimo aniversario de Disneyland París, Mickey estuvo representado con una versión especial de su traje con sus amigos vistiendo similares. la sección «Una noche en el Monte Pelado» aparece en la atracción Storybook Land Canal Boats en el Disneyland Park de París junto con la heladería Fantasia Gelati en Fantasyland, que también está inspirada en la película. El vestido de Mickey, los cubos de agua y el libro de hechizos y la silla de Yen Sid se exhiben como accesorios del El aprendiz de brujo en la cola de la atracción Mickey & Minnie's Runaway Railway en Disneyland.

### Videojuegos
En 1983, Atari lanzó un juego llamado Sorcerer's Apprentice para Atari 2600, basado en ese segmento de Fantasía. El jugador, como Mickey Mouse, debe recolectar estrellas fugaces y cometas que evitarán que las escobas en marcha inunden la caverna de Yen Sid. En 1991, se público el videojuego Fantasía de desplazamiento lateral desarrollado por Infogrames para la consola Sega Genesis. El usuario controla al protagonista, quien debe encontrar notas musicales faltantes repartidas en cuatro mundos elementales según los segmentos de la película.
Hay varios niveles de carretes de película basados en algunos de los fragmentos, como El aprendiz de brujo y Noche en el Monte Pelado, que aparecen en los títulos de Epic Mickey. Yen Sid y Chernabog también hacen cameos —Yen Sid, el hechicero de El aprendiz de brujo, narra las aperturas y finales de las dos entregas y sirvió como el creador de Wasteland. Chernabog, el demonio del segmento Noche en el Monte Pelado/Ave María, aparece como una pintura en el primer juego y aparece en los niveles de carrete de la película Noche en el Monte Pelado en el segundo—.
La serie de videojuegos cruzados de Disney/Square Enix, Kingdom Hearts, presenta a Chernabog como jefe en la primera entrega. La pieza de Una noche en el Monte Pelado se reproduce durante la pelea. Yen Sid aparece con frecuencia en la serie que comienza con Kingdom Hearts II, con la voz en inglés de Corey Burton. Symphony of Sorcery, un mundo basado en la cinta, aparece en Kingdom Hearts 3D: Dream Drop Distance. Al igual que Timeless River en Kingdom Hearts II, se presenta como un período del pasado de Mickey Mouse.
Fantasia: Music Evolved, un juego de música, se desarrolló por Harmonix en asociación con Disney Interactive para Xbox 360 y Xbox One. Utiliza el dispositivo Kinect para que los jugadores controlen la música de una manera similar a los juegos de ritmo anteriores de Harmonix, afectando el entorno virtual y los objetos interactivos dentro de él. El juego presenta música rock contemporánea con licencia, como Queen y Bruno Mars. Mickey, en su disfraz de Aprendiz de Brujo, aparece como un personaje jugable en Disney Infinity.

### Concierto
Una presentación en concierto en vivo llamada Disney Fantasia: Live in Concert, muestra varios segmentos de Fantasía y Fantasía 2000. Esta versión presenta una orquesta sinfónica en vivo y un piano solista que acompañan segmentos de video proyectados en alta definición. El evento de Fantasía todavía estaba de gira por todo el mundo hasta 2022.

### Televisión
Varios elementos aparecen en la serie de televisión Érase una vez. El sombrero de El aprendiz de brujo aparece por primera vez en el episodio de la cuarta temporada «A Tale of Two Sisters». A medida que avanzaba la historia, se demostró que el objeto tenía la capacidad de absorber a otros seres mágicos, y a aquellos que absorbía aparecían como una estrella en el bordado del sombrero. Hace acto de presencia el propio Aprendiz de Brujo (interpretado por Timothy Webber), donde es un anciano que guarda el sombre en el Bosque Encantado. Chernabog de la Noche en el Monte Pelado también aparece en el episodio «Darkness on the Edge of Town».

## Créditos
Partitura musical dirigida por Leopold Stokowski. Interpretada por la Orquesta de Filadelfia, salvo que se indique lo contrario.
| Segmento                                                        | Personal |
| --------------------------------------------------------------- | --- |
| Escenas de introducción de acción real.                         | - Maestro de ceremonias y narrador: Deems Taylor - Fotografía: James Wong Howe |
| Tocata y fuga en re menor                                       | - Partitura musical: Tocata y fuga en re menor, BWV 565 de Johann Sebastian Bach, transcrita para orquesta por Leopold Stokowski - Director: Samuel Armstrong - Desarrollo de la historia: Lee Blair, Elmer Plummer y Phil Dike - Director de arte: Robert Cormack - Pintura de fondo: Joe Stahley, John Hench y Nino Carbe - Desarrollo visual: Oskar Fischinger - Animación: Cy Young , Art Palmer, Daniel MacManus, George Rowley, Edwin Aardal, Joshua Meador y Cornett Wood, Russel Dyson, Jack Harbaugh, Milicent Patrick, Gifford Hiser y Dwight Stark |
| El cascanueces                                                  | - Partitura musical: El cascanueces op. 71a de Piotr Ilich Chaikovski (extractos) - Director: Samuel Armstrong - Desarrollo de la historia: Sylvia Moberly-Holland, Norman Wright, Albert Heath, Bianca Majolie y Graham Heid - Diseños de personajes: John Walbridge, Elmer Plummer y Ethel Kulsar - Dirección de arte: Robert Cormack, Al Zinnen, Curtiss D. Perkins, Arthur Byram y Bruce Bushman - Pintura de fondo: John Hench, Ethel Kulsar y Nino Carbe - Animación: Art Babbitt, Art Fitzpatrick, Brad Case, Cornett Wood, Les Clark, Don Lusk, Cy Young, Hawley Pratt, Frank Follmer, Jim Will, Vernon Witt, Tom Barnes, Ugo D'Orsi y Robert Stokes. - Coreografía: Jules Engel |
| El aprendiz de brujo                                            | - Partitura musical: El aprendiz de brujo de Paul Dukas - Interpretada por una orquesta de músicos de Los Ángeles, dirigida por Stokowski. - Director: James Algar - Desarrollo de la historia: Perce Pearce y Carl Fallberg - Pintura de fondo: Claude Coats, Stan Spohn, Albert Dempster y Eric Hansen - Supervisores de animación: Fred Moore y Bill Tytla - Animación: Les Clark, Riley Thompson, Marvin Woodward, Preston Blair Edward Love, Ugo D'Orsi, George Rowley y Cornett Wood - Outro: Interpretada por Leopold Stokowski y Mickey Mouse (voz de Walt Disney) |
| La consagración de la primavera                                 | - Partitura musical: La consagración de la primavera de Ígor Stravinski (abreviada y arreglada por Leopold Stokowski) - Directores: Bill Roberts y Paul Satterfield - Desarrollo e investigación de la historia: William Martin, Leo Thiele, Robert Sterner y John Fraser McLeish - Dirección de arte: McLaren Stewart, Dick Kelsey y John Hubley - Pintura de fondo: Ed Starr, Brice Mack y Edward Levitt - Supervisión de animación: Wolfgang Reitherman y Joshua Meador - Animación: Philip Duncan, John McManus, Paul Busch, Art Palmer, Don Tobin, Edwin Aardal, Paul B. Kossoff, John Sibley, Stephen Bosustow, John Noel Tucker, Frank Follmer, Cornett Wood, Art Fitzpatrick, George DeBeeson, John Harbaugh, Jack Gayek, Jim Will y Jerome Brown - Efectos especiales de cámara: Gail Papineau y Leonard Pickley |
| Intermedio/Conoce la banda sonora (secuencia de acción en vivo) | - Narrador: Deems Taylor - Directores: Ben Sharpsteen y David D. Hand - Animación: Joshua Meador, Art Palmer, Harry Hamsell y George Rowley |
| Sinfonía Pastoral                                               | - Partitura musical: Sinfonía n.º 6 en f mayor, op. 68 «Pastoral» de Ludwig van Beethoven (abreviado) - Directores: Hamilton Luske, Jim Handley y Ford Beebe - Desarrollo de la historia: Otto Englander, Webb Smith, Erdman Penner, Joseph Sabo, Bill Peet y George Stallings - Diseños de personajes: James Bodrero, John P. Miller, Lorna S. Soderstrom - Dirección de arte: Hugh Hennesy, Kenneth Anderson, J. Gordon Legg, Herbert Ryman, Yale Gracey y Lance Nolley - Pintura de fondo: Claude Coats, Ray Huffine, W. Richard Anthony, Arthur Riley, Gerald Nevius y Roy Forkum - Supervisión de animación: Fred Moore, Ward Kimball, Eric Larson, Art Babbitt, Oliver M. Johnston Jr. y Don Towsley. - Animación: Berny Wolf, Jack Campbell, Jack Bradbury, James Moore, Milt Neil, Bill Justice, John Elliotte Walt Kelly, Don Lusk, Lynn Karp, Murray McClellan, Robert W. Youngquist y Harry Hamsel                       |
| La danza de las horas                                           | - Partitura musical: La danza de las horas de la ópera La Gioconda de Amilcare Ponchielli - Directores: T. Hee y Norman Ferguson - Diseños de personajes: Martin Provensen, James Bodrero, Duke Russell y Earl Hurd - Dirección de arte: Kendall O'Connor, Harold Doughty y Ernest Nordli - Pintura de fondo: Albert Dempster y Charles Conner - Supervisión de animación: Norm Ferguson - Animación: John Lounsbery, Howard Swift, Preston Blair, Hugh Fraser, Harvey Toombs, Norman Tate, Hicks Lokey, Art Elliott, Grant Simmons, Ray Patterson y Franklin Grundeen |
| Una noche en el Monte Pelado                                    | - Partituras musicales: Una noche en el Monte Pelado de Modest Músorgski y Ave María, op. 52 n.º 6 de Franz Schubert (ambas obras y material de transición arreglados por Leopold Stokowski) - Director: Wilfred Jackson - Desarrollo de la historia: Campbell Grant, Arthur Heinemann y Phil Dike - Dirección de arte: Kay Nielsen, Terrell Stapp, Charles Payzant y Thor Putnam - Pintura de fondo: Merle Cox, Ray Lockrem, Robert Storms y W. Richard Anthony - Letra especial en inglés de Ave María: Rachel Field - Director coral: Charles Henderson - Soprano solista: Julietta Novis - Supervisión de animación: Vladimir Tytla - Animación: John McManus, William N. Shull, Robert W. Carlson Jr., Lester Novros, Don Patterson - Efectos especiales de animación: Joshua Meador, Miles E. Pike, John F. Reed, Daniel MacManus, Sandy Strother y Don Tobin - Efectos especiales de cámara: Gail Papineau y Leonard Pickley |